# زورقية
زورقية (الاسم العلمي: Angophora) هي جنسٌ من النباتات المُزهرة ضمن عائلة الآسية، وقد وُصف هذا الجنس في عام 1797. تتوطن في أستراليا، حيثُ تتوزع الأنواع في كوينزلاند ونيوساوث ويلز وفيكتوريا.